# Ivan Kireïevski
Pour les articles homonymes, voir Kireïevski.
Ivan Vassiliévitch Kireïevski (en russe Ива́н Васи́льевич Кире́евский, né le 3 avril 1806  à Moscou, mort le 23 juin 1856 à Saint-Pétersbourg) est un philosophe, critique littéraire et journaliste russe.

## Biographie
Il commence par fréquenter la Société de l'amour de la sagesse (1823-1825) fondée par Vladimir Odoïevski.
Dans L'Européen, publié par lui à partir de 1831, Ivan Kireïevski avait débuté comme un occidental convaincu. Le titre même de son journal le disait assez. La suppression de cette feuille,
motivée par des considérations trop hardies sur l'avenir du XIXe siècle, et l'influence d'un frère, Piotr Kireïevski (1808-1856), ethnographe et collectionneur de chants populaires,
rapprochèrent Kireïevski, mis en quarantaine, du groupe slavophile.
À partir de 1856, celui-ci eut son organe attitré, L'Entretien russe (« Rousskaia Biessiéda »), et, dans deux études capitales « Sur le caractère de la culture européenne » et « Sur la nécessité et la possibilité de nouveaux principes philosophiques », Ivan Kireïevski y formula une sorte de néo-philosophie gréco-slave. 

## Œuvres
Les œuvres majeures d'Ivan Kireïevski sont :
«Critique et esthétique» (Moscou, 1979), où il critique le rationalisme occidental.

## Sources
- K. Valiszewski, Littérature russe, Paris, A. Colin, 1900